# 导弹制导

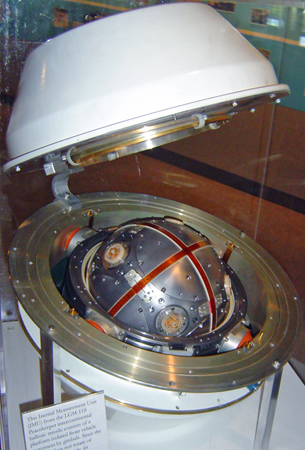
美國和平守護者彈道飛彈的慣性導引系統

飛彈導引是指利用不同的方式，選擇飛行路線，將具有動力飛行的彈頭移動一段距離之後，擊中預先設定的目標。飛彈導引系統利用其中一種方式與適當的導引訊號來源（紅外線、雷達或者是可見光等），構成飛彈的控制中樞與大腦。常見的飛彈導引方式包括乘波導引、指揮導引或者是慣性導引等等。

## 基本概念
飛彈導引是利用預先設定的規則，在飛行與尋找目標的過程中所採取的手段和方法。不同的手段與導引的方式結合在一起就成為飛彈的頭腦與控制中樞，也是飛彈能否精確命中目標的決定性因素。

## 分類
目前對於飛彈導引的分類方式並沒有固定的方式，一種分類的方式是歸類成兩類：
1. 利用人為產生的電磁裝置，像是雷達或者是無線電。
2. 利用自然環境提供的資訊，像是星光或者是地形。

### 指揮導引

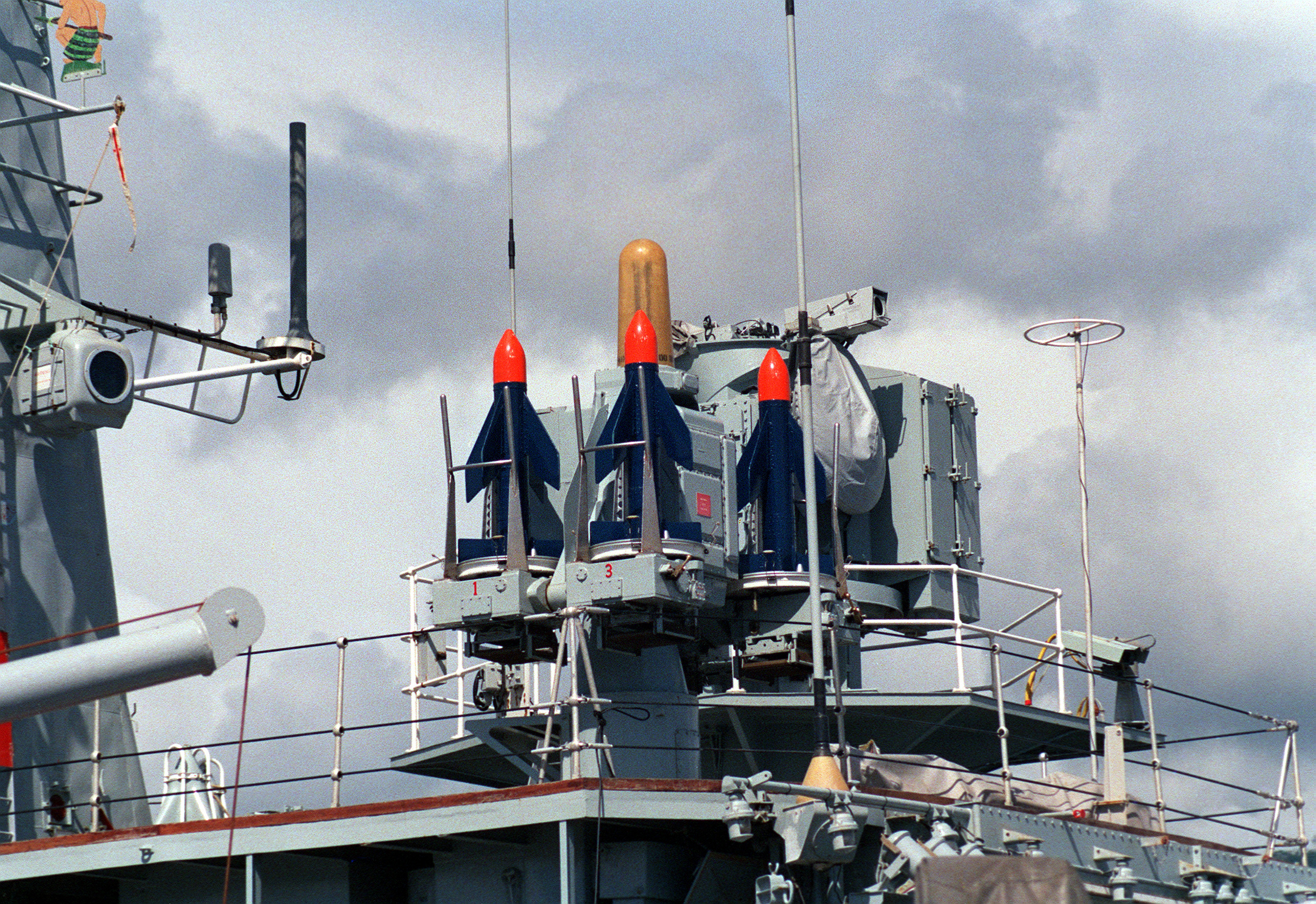
英國海貓飛彈是採用指揮導引的的艦用防空飛彈

指揮導引（Command Guidance）或指令導引需要同時追蹤目標和飛行中的飛彈，蒐集到的資料會送入射控系統判斷與計算，產生控制飛彈飛行的指令之後，傳送到飛彈上（通常是透過雷達或者是專用的無線電頻道）。也就是說，指揮導引下的飛彈不需要知道目標的位置與姿態，射控系統提供的指示告訴飛彈下一步要怎麼飛行。
許多地對空飛彈系統使用指揮導引，他們基本工作模式都很類似：
- 雷達A負責追蹤目標。
- 當目標接近到的有效射程之內，飛彈便會發射出去。
- 飛行中的飛彈透過雷達B去追蹤目前的航向、速度和姿態等變化。
- 地面的指揮中心將雷達A與B獲得的資訊加以比較，判斷目前兩者之間的差距。電腦利用這些資料計算出飛彈下一步應該要怎麼改變飛行方式，才能在空中攔截到目標。
- 修正的指令透過無線電傳送到飛彈上。
- 飛彈接收到指令之後進行修正。
- 這項工作會反覆進行，直到命中或者是錯過目標為止。

由於指揮導引需要同時知道飛彈和目標的位置與軌跡變化，設計上得要有一到兩套追蹤系統（譬如追蹤雷達）各自工作，比起乘波或者是歸向導引，設備數量上較高。然而飛彈不必依靠自己攜帶的電腦計算各項資料，設計上比較簡單。如果是安裝在地面或者是艦艇上的射控電腦，在重量或體積方面的限制比較小，也可以採用運算速度與記憶容量較高的系統，以提升攔截能力。

### 視線指令導引

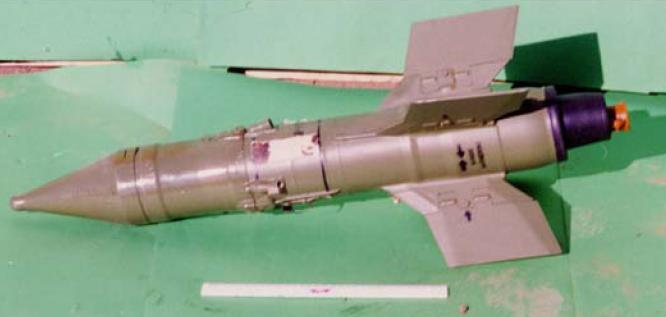
俄國AT-3飛彈是第一代的反坦克飛彈，使用的是手動視線指令導引方式

視線指令導引（Command to Line of Sight，CLOS）是在指令導引體系中引入視線概念的種類，視線可以視作是發射器或射控系統和目標之間一條看不見的假想直線，當目標移動的時候，視線也會跟著移動。因此如果讓飛彈在飛行過程中持續沿著視線飛行，便能讓飛彈抵達位於視線上的目標。過程中發射器的瞄準器需持續跟隨目標，飛彈也需不停地修正與瞄準線之間的相對位置差異。
而視線指令導引又可根據目標跟蹤、飛彈飛行控制的類型分類為三種：
- 手動視線指令導引：手動視線指令導引（Manual Command to Line of Sight, MCLOS）是完全以人工執行目標跟蹤及飛彈飛行控制的類型。砲手必須通過光學瞄準器持續跟蹤並觀察目標與飛彈之間的相對位置，並用類似遊戲手柄的裝置輸入操作指令，最後經過處理的指令通過有線電纜或無線電的數據鏈路發送給飛彈尾部的接收器，使飛彈能飛向目標。[3]手動視線指令導引為第一代反戰車飛彈的導引技術。[4]

- 半自動視線指令導引：半自動視線指令導引（Semi-Automatic Command to Line Of Sight, SACLOS）是以人工執行目標跟蹤，並讓電子設備自動控制飛彈飛行的類型。半自動視線指令導引為第二代反戰車飛彈的導引技術。[4]與手動視線指令導引相比，自動化程度較高的半自動視線指令導引對操作員的技能要求更低、更易於使用。[5]

- 自動視線指令導引：自動視線指令導引（Automatic Command to Line Of Sight, ACLOS）是完全自動化執行目標跟蹤及飛彈飛行控制的類型。自動模式進一步將修正視線的工作也以電腦和驅動機械進行，省去需要操作人員以手動方式追蹤目標的麻煩。[5]

### 乘波導引

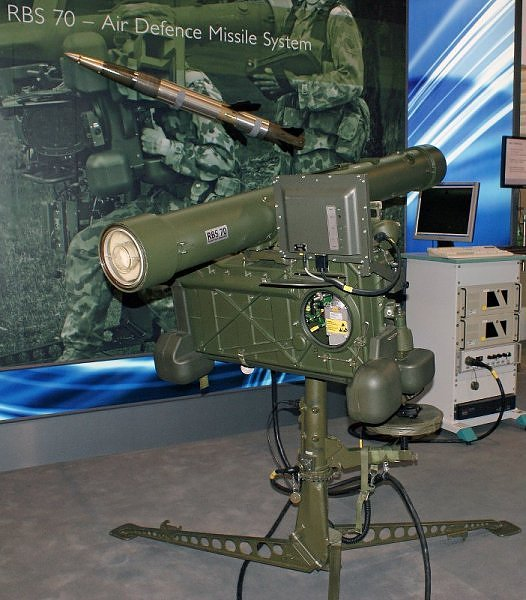
瑞典RBS 70便攜式防空飛彈採用雷射乘波導引

乘波導引（Beam Riding）是朝目標發射一道導引波束（雷達或者是雷射光束等），飛彈在發射之後會根據預先設定的路徑去尋找導引的波束，然後像是騎乘在這個波束上面前進。當波束隨著目標移動的時候，飛彈後方的接收器會感應到變化而自動進行修正，讓自己在回到波束中央的位置上。
乘波導引和指揮至瞄準線導引類似，因為飛彈會自動修正與導引波束之間的差異，可以算是半自動指揮至瞄準線導引的一種衍生型。絕大多數使用乘波導引的飛彈系統是利用雷達來發射波束，僅有少數是利用雷射光。
以下雷達乘波導引為例，說明乘波導引的基本工作方式。
- 飛彈系統需要發現並且追蹤目標。
- 當目標進入有效射程之後，雷達會對目標發射導引波束。在射控系統確定導引用的雷達波束照射在目標之後，飛彈便可以發射。
- 飛彈會根據發射前輸入的資料，進入導引用波束之內。
- 導引用波束會跟隨移動的目標而改變方向。這時候飛彈上的電腦會依據偵測到的波束變化，經過計算之後，修正飛彈的航向或者是姿態，讓飛彈保持在波束以內，不會跑到外側而失去訊號。
- 雷達波束會持續改變，直到飛彈命中或者是錯過目標為止。

這種導引方式多半使用在地對空飛彈上，僅有極少數空對空飛彈採用這種導引模式，主要的原因在於飛機本身也是高速運動的物體，想要將導引波束穩定的照射在另外一個同樣是高速運動的物體上，對於飛行員的操作負擔太大，儘管乘波導引系統比較簡單，使用在地對空飛彈上較為常見。不過這種導引模式面對遠距離的目標，會因為導引波束的擴散，增加波束尾端涵蓋的面積，對於中小體型的飛機來說，誤差會大於飛彈彈頭的有效殺傷範圍，換句話說，距離愈遠，飛彈的命中率就愈低。當半主動歸向導引（以雷達波為主要運用型態）使用在空對地飛彈上的技術逐漸成熟之後，乘波導引也慢慢退出主流市場，由半主動歸向導引取代。

### 歸向導引

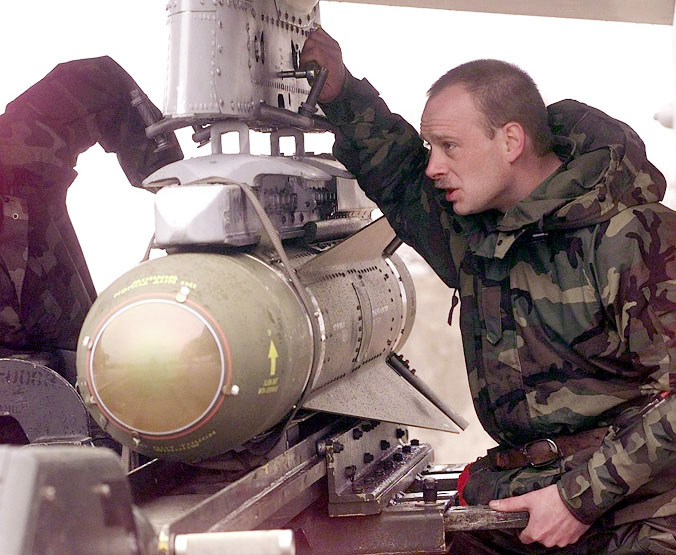
美國AGM-65小牛飛彈是一種使用光學，紅外線或是雷射歸向導引的空對地飛彈

歸向導引（Homing Guidance）是利用來自目標某種明顯的特徵，作為控制飛彈和追蹤目標的依據。目前被廣泛使用的目標特徵包括雷達波、紅外線、雷射或者是可見光等。飛彈需要可以接收（發射或者是反射自目標）的訊號，判斷兩者之間的水平與垂直軸上的差距和變化，透過計算之後來控制飛彈的姿態與運動。接收裝置可以利用馬達驅動改變面對的方向，或者是以多個偵測器組合成固定陣列。
歸向導引又分成主動歸向、半主動歸向以及被動歸向三種，這是以飛彈接收到的訊號來源作區分。
- 主動歸向：由飛彈發出導引用的訊號（雷達或紅外線等），透過目標反射而獲得兩者之間的相對位置與相對距離的變化。

- 半主動歸向：由發射載具發出導引訊號，飛彈上的偵測器只負責接收與計算，獲得的資料作為修正的依據。半主動導引與乘波導引類似，都是依靠額外的發射裝置產生的訊號來跟蹤目標。兩者之間最大的差異是，乘波導引是利用飛彈後方的裝置（像是雷達天線接收訊號，半主動導引則是利用飛彈前方的裝置，接收反射自目標的波束。這種導引方式比較複雜，設備的重量與體積都會比乘波導引的飛彈高。

- 被動歸向：依靠目標自己發射出來的訊號（雷達或者是紅外線）作為導引的依據。發射載具只需要在發射前確定訊號來源，並且告知飛彈在發射之後要尋找的訊號特徵，不必依靠飛彈或者是發射載具去產生與發射訊號。這種導引方式的缺點在於，如果目標發出的訊號受到干擾或者是中斷，飛彈將無法繼續維持導引，很可能會錯失目標。

### TVM導引
主條目：飛彈自主追蹤
TVM是Track via Missile的縮寫，也可以說是透過飛彈導引。這是一種比較新的導引模式，融合指揮導引和半主動歸向導引兩種導引模式。这种模式需要至少一台地面雷达站来配合导弹，基本工作原理如下：
- 导弹发射并接近目标。
- 雷达对目标进行照射。
- 雷达发射的波束在目标身上产生反射，由导弹自带的电磁波传感器进行接收。
- 导弹通过数据链将目标信息传送回雷达站。
- 雷达站计将计算后的控制信息返回给导弹，导弹进行对应的路线修正。

这种方式与归向制导相比，导弹无需搭载复杂的雷达发射装置，目标也只知道自己被雷达站照射，不容易察觉自己正在被导弹追踪；与指挥制导相比，由于导弹离目标更近，探测与制导也更为精准，雷达站也可以与导弹配合同时接收信号，进一步提升准确度。TVM制导目前僅使用在極少數的防空飛彈系統上，包括美國的愛國者飛彈和俄羅斯S-300飛彈系統。

### 預設導引

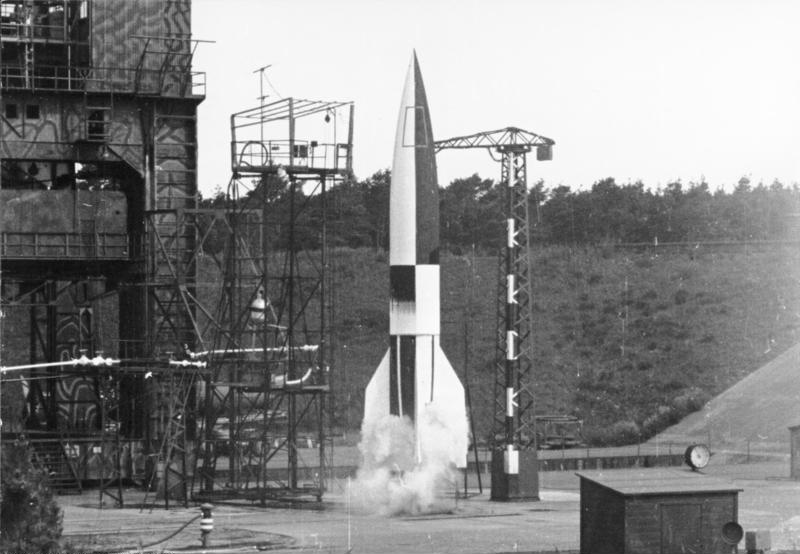
德國V-2飛彈使用預設導引

預設導引（Preset Guidance）是一種非常簡單的導引模式。所有關於飛行的資料，包括不同時間的高度，速度，航向等等，都在發射前輸入飛彈。發射之後，飛彈就在指定時間內，按照這些設定飛行。
儘管飛彈上會有氣壓變化偵測裝置，以便提供高度和速度等飛行數據來修正，但是這種導引模式很容易受到外界環境的影響，精確度很低，同時也無法對付移動目標，因此很快就被其他精確度更高的導引模式所取代。

### 慣性導引

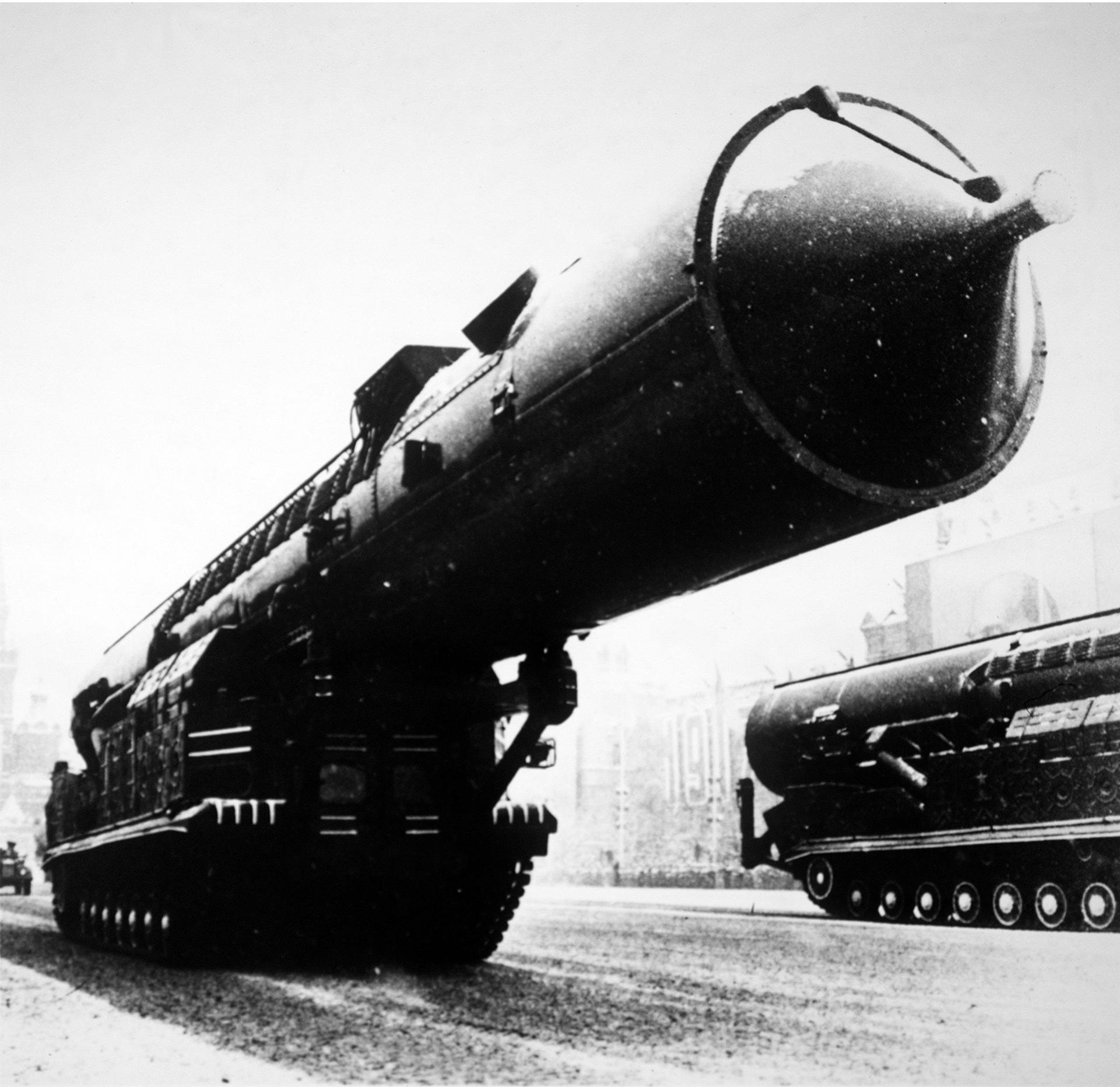
蘇聯SS-15彈道飛彈與大多數的彈道飛彈一樣，都是使用慣性導引

慣性導引系統（Inertial Navigation System INS）是利用加速儀量測飛彈的加速度，經過一次積分求得速度，再積分求得距離，計算出飛彈所在位置，與發射前估計的位置相較，再發出命令修正飛彈航線。由於只定位自己，不定位其他物體，慣性引導系統不接受外界的訊息，是一種封閉性的導引系統。因此採用此導引系統之武器，必定具備射後不理的能力。

### 地形比對導引
地形比對導引較為特殊，其運作原理在於利用數值高程模式或影像化模式，將目標區附近的地形或標的物進行數值化，並儲存與飛彈內亦可於飛彈發射後再行上載或變更，此類導引方式的飛彈通常內建光學或電磁感測器，當飛彈進入接戰區域後會對地面進行測高或擷取連續影像來和內部數據比對，以確認彈體是否於預設航道內，在終端區時也會進一步確認目標，這類型的飛彈在某種程度上具有射後不理的性質，由於數值模型和影像大多於作戰前拍攝因此多用於對固定目標的對地導彈，常為人所道的例如戰斧飛彈，過去美軍使用的潘興彈道飛彈在終端會使用雷達掃描目標區地形以提高命中率，因此被部分歸類於終端地形導引系列

### 天文導引
天文導引是源自古老的海上導航技術，透過預先選擇一些相對於地球是處於固定位置的星體，加上長期觀測所得的資料，就可以得知目前的位置並且加以修正。這種導引方式需要能夠直接觀察到預設的星體，而且必須降低大氣擾動與天候環境的影響，因此多半使用於飛行高度較高的飛彈系統上，像是彈道飛彈。星光導引與慣性導引類似，都無法得知目標是否移動，只能夠對付固定或者是在命中前座標不會改變的目標。

### 複合導引
複合導引是將兩種以上導引模式整合在一套飛彈上面。譬如慣性與半主動歸向導引或是指揮、慣性與半主動導引的結合；更進一步的也指不同導引媒介的使用，例如紅外線 及紫外線波段的雙重比對或電波及光學複數制導。複合導引是為彌補單一導引模式的缺點，提升飛彈的性能，或者是克復自然環境的影響。

### 引文
1. ↑   David R. Frieden, Principles of Naval Weapons Systems, p434
2. 1 2  Maini & Maini 2015，第81頁.
3. ↑  Richardson & Mubarak 2006，第192頁.
4. 1 2  Keirstead 2016，第80頁.
5. 1 2  Richardson & Mubarak 2006，第193頁.
6. ↑  .   [2016-08-13]. （原始内容存档于2016-09-19）.

### 書目
- Keirstead, Burt. . Journal of Electronic Defense. Vol. 39 no. 12. December 2016: 80–84. ISSN 0192-429X （英语）.
- Maini, Anil Kumar; Maini, Nakul. . Electronics For You. Vol. 3 no. 10. February 2015: 76–83. ISSN 0013-516X （英语）.
- Richardson, Mark; Mubarak, Al-Jaberi.  (PDF) (博士论文). Cranfield University. 28 April 2006  [2024-06-15]. （原始内容存档 (PDF)于2024-03-24） （英语）.
- R G Lee, Introduction to Battlefield Weapons Systems & Technology, Brassey's, ISBN 0080311989
- David r. Frieden, Principles of Naval Weapons Systems, USNI, ISBN 087021537X
- George M. Siouris，Missile Guidance and Control System，Springer，ISBN 0387007261

## 外部連結
- Missile Guidance for Dummies
- ACTIVE AND SEMIACTIVE RADAR MISSILE GUIDANCE （页面存档备份，存于）
- Inertial Guidance Systems Explained （页面存档备份，存于）